# Golestan (Stadt)
Golestan (persisch گلستان, ‚Rosengarten‘) ist die Hauptstadt des Kreises Golestan im Verwaltungsbezirk Baharestan in der Provinz Teheran in Iran. 2016 hatte die Stadt über 239.000 Einwohner.

## Geschichte
Die Gemeinde Golestan wurde 1996 gegründet.

## Wirtschaft
Golestan ist vorwiegend eine Schlafstadt für das 24 Kilometer entfernt liegende Teheran, zu dessen Agglomeration sie gehört.

## Klima
Das Klimaklassifizierungssystem von Köppen-Geiger klassifiziert das Klima als semiarides Klima (BSk). Im Sommer sind die Durchschnittstemperaturen kühler als in Teheran, ebenfalls sind die durchschnittlichen Wintertemperaturen kälter.